# HIKARI FIELD
HIKARI FIELD，又稱為光之領域，簡稱光領社，是一家總部位於東京港区的電子遊戲發行商，主要業務是在大中華區發行日本美少女遊戲，代理Lump of Sugar和MOONSTONE等日本遊戲開發商的作品。

## 歷史
HIKARI FIELD的創始人冰天火焰是中國大陸出身，1999年首次了解到美少女遊戲這類遊戲。2001年在國內接觸到北京新天地代理發行的《秋之回憶》，從此喜歡上日本美少女遊戲。他加入了國內《秋之回憶》的專題網站幫忙整理官方資料，並被站長蒼藍的風任命為副站長。2002年專題網站改組為「KID Fans Club」，成為《秋之回憶》製作公司KID的粉絲交流網站。2004年冰天火焰在網站內建立名為「特別創作組」的漢化組，開始嘗試遊戲漢化和平台移植。2005年特別創作組自研遊戲引擎，將《雪螢》從PlayStation 2移植到電腦上。2006年冰天火焰帶領漢化組成員建立新網站「KID Fans Channel」，同年由於《雪螢》的漢化成功，讓冰天火焰帶領團隊承接了娱乐通的《秋之回憶：從今以後again》的官方中文製作工作，隨後和娱乐通的合作也延續了下去，KID Fans Channel也成為中國國內極少的參與官方中文製作的粉絲組織。
2008年冰天火焰作為《二次元狂热》的特約記者，接觸到數位日本美少女遊戲製作人。2012年由於美少女遊戲引進國內受阻，加上題材的轉變無法適應等問題，冰天火焰關閉了網站KID Fans Channel。2014年冰天火焰前往日本旅行期間重新聯絡了過去在日本居住的KID Fans Channel成員，萌生了建立日本美少女遊戲代理公司的念頭。回國後，冰天火焰召集了過去特別創作組的部分核心成員開設公司。後來考慮到日本的業務，在日本開設了HIKARI FIELD。名字HIKARI在日語中是光芒之意，FIELD是領域的意思，公司名意為「光之領域」。公司戰略方向是立足日本，將二次元文化輻射全球，一方面是代理製作國際語言版本的美少女遊戲對全球市場發行，另一方面自研引擎展開跨平台移植業務。
冰天火焰留意中國大陸流行的美少女遊戲類型的轉變，過去中國大陸流行全年齡可玩的美少女遊戲，現在普遍為在PC平台發行的成人向作品。他在選擇日本合作方時並沒有集中於特定的開發商，而是去接觸各類型的開發商。HIKARI FIELD第一個合作遊戲開發商是Lump of Sugar，Lump of Sugar的社長此前並沒有和中國企業有過合作，不過一直有發展海外市場的想法，接到冰天火焰的中文化提議時，很快就達成了合作的協議。Lump of Sugar一開始想在中國大陸市場推出《遊魂》這個經典作品試水，冰天火焰認為《遊魂》作為2008年的作品不合適最新的市場，會被玩家質疑「炒冷飯」。冰天火焰說服了Lump of Sugar在中國大陸市場發行最新作品《遊魂2》，以近乎同步日本發行的時間，在Steam推出遊戲的官方中文版。之後HIKARI FIELD相繼和MOONSTONE、Lose、晓WORKS、NanaWind等日本遊戲開發商達成合作關係。
2017年HIKARI FIELD使用众筹方式讓玩家訂購《遊魂2》的中文特典版，此後也在推出《愛上火車》等作品的中文特典版時使用中國大陸众筹網站摩點展開众筹。2018年HIKARI FIELD和Lose舉辦合作企劃，讓《愛上火車》的主編進行豹前往中國大陸考察，為遊戲後續開發製作中國相關的角色作取材。2019年HIKARI FIELD代理發行的《TrymenT —献给渴望改变的你—》AlphA篇，首次和開發商達成與日本方面同步發行的協定。
2021年HIKARI FIELD代理Sushi_soft的《可愛女友的獲取方法》，由於發售首日就在Steam收穫大量差評和引致大量玩家退款，HIKARI FIELD在自家商城下架了遊戲，後續也取消了作品的代理。
2023年9月，HIKARI FIELD公佈了旗下新品牌HIKARI PULSE，該品牌將代理由ENTERGRAM開發的新遊戲《制服女友》。
2025年4月，HIKARI FIELD公佈了旗下新品牌HIKARI SPARK，並預告將於5月公佈從屬於此新品牌的首部作品；於5月正式公開由社團whisp出品的《痴情哥哥與病弱妹妹的鄉間生活》海外版。

## 代理遊戲

### 以HIKARI FIELD名義發行
如無備註，資料來源為HIKARI FIELD STORE
| 遊戲名稱                                              | 發售日期       | 開發                             | 備註               |
| ----------------------------------------------------- | -------------- | -------------------------------- | ------------------ |
| 《遊魂2》                                             | 2016年12月9日  | Lump of Sugar                    |                    |
| 《櫻之杜†淨夢者》                                     | 2017年12月29日 | MOONSTONE                        |                    |
| 《淑女同萌！》                                        | 2018年6月29日  | 曉WORKS                          |                    |
| 《茂伸奇談 -Monobeno-》                               | 2018年1月26日  | Lose                             |                    |
| 《茂伸奇談 -Happy End-》                              | 2018年5月22日  | Lose                             |                    |
| 《愛上火車 -pure station-》                           | 2018年9月21日  | Lose                             |                    |
| 《櫻之杜†淨夢者2》                                    | 2019年3月15日  | MOONSTONE                        |                    |
| 《淑女同萌！-New Division-》                          | 2019年4月19日  | 曉WORKS                          |                    |
| 《月影魅像 -解放之羽-》                               | 2019年7月26日  | Applique                         |                    |
| 《蒼之彼方的四重奏》                                  | 2019年9月28日  | sprite                           |                    |
| 《愛麗婭的明日盛典！》                                | 2019年11月15日 | NanaWind                         |                    |
| 《追憶夏色年華》                                      | 2019年12月6日  | MOONSTONE                        |                    |
| 《千戀＊萬花》                                        | 2020年2月14日  | YUZUSOFT                         | [ 14 ]             |
| 《TrymenT —献给渴望改变的你—》AlphA篇                 | 2020年2月20日  | RASK                             | [ 9 ]              |
| 《Happiness！2 樱花盛典》                             | 2020年4月24日  | Windmill Oasis                   |                    |
| 《愛上火車 -Last Run!!-》                             | 2020年10月30日 | Lose                             |                    |
| 《蒼之彼方的四重奏 EXTRA1》                           | 2020年11月6日  | sprite                           |                    |
| 《RIDDLE JOKER》                                      | 2020年12月18日 | YUZUSOFT                         |                    |
| 《Re:LieF ～獻给親愛的你～》                          | 2021年2月26日  | RASK                             |                    |
| 《可愛女友的獲取方法》                                | 2021年4月23日  | Sushi_soft                       | 發行數日後取消代理 |
| 《金輝戀曲四重奏》                                    | 2021年6月11日  | SAGA PLANETS                     | [ 15 ]             |
| 《PARQUET》                                           | 2021年8月27日  | YUZUSOFTSOUR                     | [ 16 ]             |
| 《来自昏暗的时间尽头》                                | 2021年12月17日 | MOONSTONE                        |                    |
| 《淑女同萌！ -Superior Entelecheia-》                 | 2022年1月21日  | 曉WORKS                          |                    |
| 《雪境迷途遇仙踪》                                    | 2022年2月4日   | Lump of Sugar                    |                    |
| 《在世界与世界的正中央》                              | 2022年2月11日  | Lump of Sugar                    |                    |
| 《星光咖啡館與死神之蝶》                              | 2022年3月25日  | YUZUSOFT                         |                    |
| 《五色浮影绽放于花之海洋》                            | 2022年4月22日  | Applique                         | [ 17 ]             |
| 《魔卡魅恋！Magical Charming!》                       | 2022年5月20日  | Lump of Sugar                    | [ 註 1 ]           |
| 《近月少女的礼仪》                                    | 2022年6月17日  | Navel                            | [ 19 ]             |
| 《金辉恋曲四重奏 -Golden Time-》                      | 2022年7月15日  | SAGA PLANETS                     |                    |
| 《真願朦幻館 〜在時間暫停的洋館裡追尋明天的羔羊們〜》 | 2022年8月12日  | Lump of Sugar                    |                    |
| 《交匯協奏曲》                                        | 2022年9月23日  | Applique                         |                    |
| 《天空的蓝与白/如梭夏日》                             | 2022年11月4日  | Barista Lab                      |                    |
| 《青夏轨迹》                                          | 2022年12月2日  | 戲畫                             |                    |
| 《苍之彼方的四重奏 EXTRA2》                           | 2022年12月16日 | sprite                           |                    |
| 《未来广播与人工鸽》                                  | 2023年2月17日  | Laplacian                        |                    |
| 《SHUFFLE! episode2 ～被神与魔同时盯上的男人～》      | 2023年3月10日  | Navel                            |                    |
| 《魔女的花园》                                        | 2023年4月7日   | Windmill Oasis                   |                    |
| 《爱丽娅的明日盛典！Flowering Sky》                   | 2023年6月21日  | NanaWind                         |                    |
| 《魔女的夜宴》                                        | 2023年7月21日  | YUZUSOFT                         |                    |
| 《想要傳達給你的愛戀》                                | 2023年8月4日   | Us:track                         |                    |
| 《幸运草的约定》                                      | 2023年8月18日  | ALcot                            | [ 20 ]             |
| 《煉愛秘儀》                                          | 2023年9月22日  | Lump of Sugar                    |                    |
| 《突然＊恋人》                                        | 2024年4月19日  | SMEE                             |                    |
| 《少女理论及其周边 -Ecole de Paris-》                 | 2023年12月15日 | Navel                            |                    |
| 《繁花落舞恋如樱 -Re:BIRTH-》                         | 2024年6月7日   | Navel                            |                    |
| 《献给蔚蓝之海的新娘》                                | 2024年8月9日   | Lump of Sugar                    |                    |
| 《绽放★青春全力向前冲！》                             | 2024年10月18日 | SAGA PLANETS                     |                    |
| 《天选庶民的真命之选》                                | 2024年11月8日  | MADOSOFT                         |                    |
| 《初雪櫻》                                            | 2024年12月12日 | SAGA PLANETS                     |                    |
| 《天使☆嚣嚣 RE-BOOT!》                                | 2025年1月24日  | YUZUSOFT                         |                    |
| 《閃亮☆女友》                                         | 2025年2月14日  | AZARASHI SOFTWARE、Lump of Sugar |                    |
| 《戀愛與選舉與巧克力》                                | 2025年3月28日  | sprite                           |                    |
| 《近月少女的礼仪2》                                   | 2025年5月9日   | Navel                            |                    |

### 以HIKARI PULSE名義發行
| 遊戲名稱                        | 發售日期      | 開發           | 備註 |
| ------------------------------- | ------------- | -------------- | ---- |
| 《制服女友》                    | 2024年2月22日 | ENTERGRAM      |      |
| 《纯爱咖啡厅 ～帕露菲重制版～》 | 2024年7月19日 | 戲畫/ENTERGRAM |      |
| 《你的眼眸命中我心頭》          | 2024年9月13日 | 戲畫/ENTERGRAM |      |
| 《青空下的约定― Refine》        | 待公布        | 戏画/ENTERGRAM |      |

### 以HIKARI SPARK名義發行
| 遊戲名稱                         | 發售日期      | 開發            | 備註 |
| -------------------------------- | ------------- | --------------- | ---- |
| 《痴情哥哥与病弱妹妹的乡间生活》 | 2025年6月20日 | Sister Position |      |

## 備註
1. ↑  遊戲原定2020年3月發售，由於Steam政策遊戲下架[18]。

## 外部連結
- 官方网站
- HIKARI FIELD的哔哩哔哩空间